# ファースト・デイ・オブ・マイ・ライフ
「ファースト・デイ・オブ・マイ・ライフ」（First Day Of My Life）はメラニー・チズムのシングル曲。彼女の3枚目のアルバム『ビューティフル・インテンションズ』に収録されている。2005年9月30日にドイツ、スイス、オーストリアで発売され、数週間後に国際的に発売された。ドイツ、スペイン、スイス、ポルトガルでチャート1位をマークし、ドイツでは50万枚を売り上げたとしてプラチナに、スイス、オーストリアではゴールドに認定された。特にスイスでは、リリースされた日から2007年1月までのうち52週間トップ100にランクインしたほど人気があった。

## この曲について
作詞はイギリスの有名なソングライターで、ロビー・ウィリアムズ、トム・ジョーンズ、カイリー・ミノーグ、ダイアナ・ロス、ウィル・ヤング、ブライアン・マックファーデンなど人気歌手を多数手がけるガイ・チャンバース、エンリケ・イグレシアス、イタリアのテノール歌手アンドレア・ボチェッリによって手がけられた。
2006年9月15日にドイツでプラチナに認定。

## トラックリスト
- ドイツ 2トラック CD

1. "First Day of My Life" - 4:04
2. "Runaway" - 3:24

- ドイツ・マキシCD

1. "First Day of My Life" - 4:04
2. "First Day of My Life" （アコースティック・バージョン） - 4:04
3. "Runaway" - 3:24
4. "First Day of My Life" （ミュージック・ビデオ） - 4:04

- オーストラリア・マキシCD

1. "First Day Of My Life"
2. "First Day Of My Life" (アコースティック￥バージョン）
3. "Better Alone" （スペシャル・バージョン・リプロダクト）
4. "Better Alone" （エディット・バージョン）
5. "Better Alone" （ポップ・ミックス）

## チャート
| チャート       | 最高位    | 売り上げ              |
| -------------- | --------- | --------------------- |
| ドイツ         | 1 （3週） | 40万枚 （2xプラチナ） |
| スペイン       | 1 （2週） |                       |
| スイス         | 1 （2週） | 2万枚（ゴールド）     |
| ポーランド     | 1         |                       |
| オーストリア   | 2         | 1万枚（ゴールド）     |
| チェコ         | 3         |                       |
| ヨーロッパ     | 6         |                       |
| エストニア     | 7         |                       |
| スウェーデン   | 9         |                       |
| ベルギー       | 10        |                       |
| ラトビア       | 19        |                       |
| フランス       | 25        | 1万9千枚              |
| イタリア       | 32        |                       |
| オーストラリア | 65        |                       |